# Quế Xuân 1
Quế Xuân 1 is een xã in het district Quế Sơn, een van de districten in de Vietnamese provincie Quảng Nam. Quế Xuân 1 heeft ruim 9300 inwoners op een oppervlakte van 8,21 km².

## Geografie en topografie
Quế Xuân 1 ligt in het noorden van Quế Sơn. In het noorden grenst het aan de huyện Duy Xuyên. De grens wordt hier mede bepaald door de Bà Rén. Quế Xuân 1 grenst hier aan thị trấn Nam Phước en aan xã's Duy Thành en Duy Trung. De aangrenzende xã's in Quế Sơn zijn Quế Xuân 2 en Quế Phú.

## Verkeer en vervoer
Een van de belangrijkste verkeersaders is de Quốc lộ 1A. Deze weg verbindt Lạng Sơn met Cà Mau. Deze weg is gebouwd in 1930 door de Franse kolonisator. De weg volgt voor een groot gedeelte de route van de AH1. Deze Aziatische weg is de langste Aziatische weg en gaat van Tokio in Japan via verschillende landen, waaronder de Volksrepubliek China en Vietnam, naar Turkije. De weg eindigt bij de grens met Bulgarije en gaat vervolgens verder als de Europese weg 80. De brug in de Quốc lộ 1A over de Bà Rén is de Bà Rénbrug.